# Alexandre Balotelli
Alexandre Balotelli (sinh ngày 5 tháng 2 năm 1993) là một cầu thủ bóng đá người Brasil.

## Sự nghiệp câu lạc bộ
Alexandre Balotelli đã từng chơi cho SC Sagamihara.